# Rhaconotus bisulcus
Rhaconotus bisulcus är en stekelart som beskrevs av Chen och Shi 2004. Rhaconotus bisulcus ingår i släktet Rhaconotus och familjen bracksteklar. Inga underarter finns listade i Catalogue of Life.